# Keely Hodgkinson
Keely Hodgkinson   (Atherton, Gran Manchester, Anglaterra, 3 de març de 2002) és una atleta anglesa, especialitzada en la prova dels 800 metres llisos. Ha participat en 2 Olimpíades, guanyant la medalla de plata als Jocs Olímpics de Tòquio 2020 i la medalla d'or als Jocs Olímpics de París 2024. A més, ha guanyat 2 medalles de plata als Campionats del Món i 2 medalles d'or als Campionats d'Europa.

## Marques personals
| Disciplina    | Marca      | Seu          | Data                  |
| ------------- | ---------- | ------------ | --------------------- |
| 800m llisos   | 1:54.61 NR | Londres      | 20 de juliol de 2024  |
| 400m llisos   | 51.61      | Savona       | 15 de maig de 2024    |
| 1.500m llisos | 4:30.00    | Loughborough | 1 de setembre de 2017 |

## Trajectòria professional
| Jocs Olímpics      | Jocs Olímpics | Jocs Olímpics | Jocs Olímpics |
| Any                | Seu           | Posició       | Prova         |
| ------------------ | ------------- | ------------- | ------------- |
| 2020               | Tòquio        | 2             | 800m llisos   |
| 2024               | París         | 1             | 800m llisos   |
| Campionat del Món  |               |               |               |
| 2022               | Eugene        | 2             | 800m llisos   |
| 2023               | Budapest      | 2             | 800m llisos   |
| Campionat d'Europa |               |               |               |
| 2022               | Múnic         | 1             | 800m llisos   |
| 2024               | Roma          | 1             | 800m llisos   |